# 鶴嶋俊彦
鶴嶋 俊彦（つるしま としひこ、1955年 - ）は、日本の考古学者、博士。

## 来歴
熊本県熊本市生まれ。熊本県立鹿本高等学校、1977年駒澤大学文学部地理学科卒業。1979年同大学大学院人文科学研究科地理学専攻修士課程修了、熊本県教育庁埋蔵文化財調査員。1985年に人吉市教育委員会入庁し学芸員。熊本県教育委員会、多良木町教育委員会などで荒毛遺跡、願成寺文書などの文化財調査に従事。人吉城跡の調査や史跡保存整備、青井阿蘇神社の国宝指定などの文化財の保存活用に関わる。
2002年4月、新設の熊本大学大学院社会文化科学研究科博士課程文化学専攻入学（第1期生）。2005年3月、同大学院修了。論文「戦国大名の領域支配と城郭」で文学博士の学位を取得。人吉市教育委員会文化財専門員。2005年11月から人吉城歴史館長を兼務。2014年3月に人吉城歴史館館長を退職し、4月より熊本城調査研究センター。同文化財保護主幹を務める。肥後考古学会幹事、南九州城郭談話会幹事を歴任。他に考古学研究会、歴史地理学会に所属。

## 著書
- 「国立国会図書館」を参照

### 論文
- CiNii>